# Ecco (album)
| Recensione           | Giudizio |
| -------------------- | -------- |
| Rockol               |          |
| Rolling Stone Italia |          |

Ecco è il nono album in studio del cantautore italiano Niccolò Fabi, pubblicato il 9 ottobre 2012 dalla Universal.

## Il disco
L'album contiene 11 tracce inedite, tra cui il singolo apripista Una buona idea, ed è stato premiato nel 2013 con la Targa Tenco come miglior disco dell'anno.

## Tracce
Testi e musiche di Niccolò Fabi, eccetto dove indicato.
1. Una buona idea – 3:51 (Niccolò Fabi, Stefano Diana)
2. Io – 4:14
3. I cerchi di gesso – 3:48
4. Indipendente – 4:21
5. Elementare – 5:54
6. Le cose che non abbiamo detto – 4:29
7. Sedici modi di dire verde – 4:31
8. Lontano da me – 4:53
9. Verosimile – 4:53
10. Indie – 1:45
11. Ecco – 6:00

Traccia bonus nell'edizione di iTunes
1. Lontano da tutto – 3:47